# Christian David Evers
Christian David Evers (* 10. Dezember 1724 in Lübeck; † 11. Dezember 1783 ebenda) war Ratssekretär und ab 1769 Syndicus der Hansestadt Lübeck.

## Leben
Evers war Sohn des gleichnamigen Ältermannes der Lübecker Schonenfahrer und seine Mutter war eine Tochter des Lübecker Bürgermeisters Jakob Hübens. Er studierte Rechtswissenschaften von 1744 bis 1748 an der Universität Jena. Nach dem Studium arbeitete er als Rechtspraktikant am Reichskammergericht in Wetzlar und wurde 1750 dritter Ratssekretär (Registrator) in Lübeck. 1765 wurde er erster Ratssekretär (Protonotar) der Stadt und 1769 zweiter Ratssyndicus bis zu seinem Tode 1783.
1753 heiratete er die Witwe Anna Catharian Rehm, geb. Vossbein (1723–1804). Nicolaus Henricus Evers war sein jüngerer Bruder.